# 케이크 장식

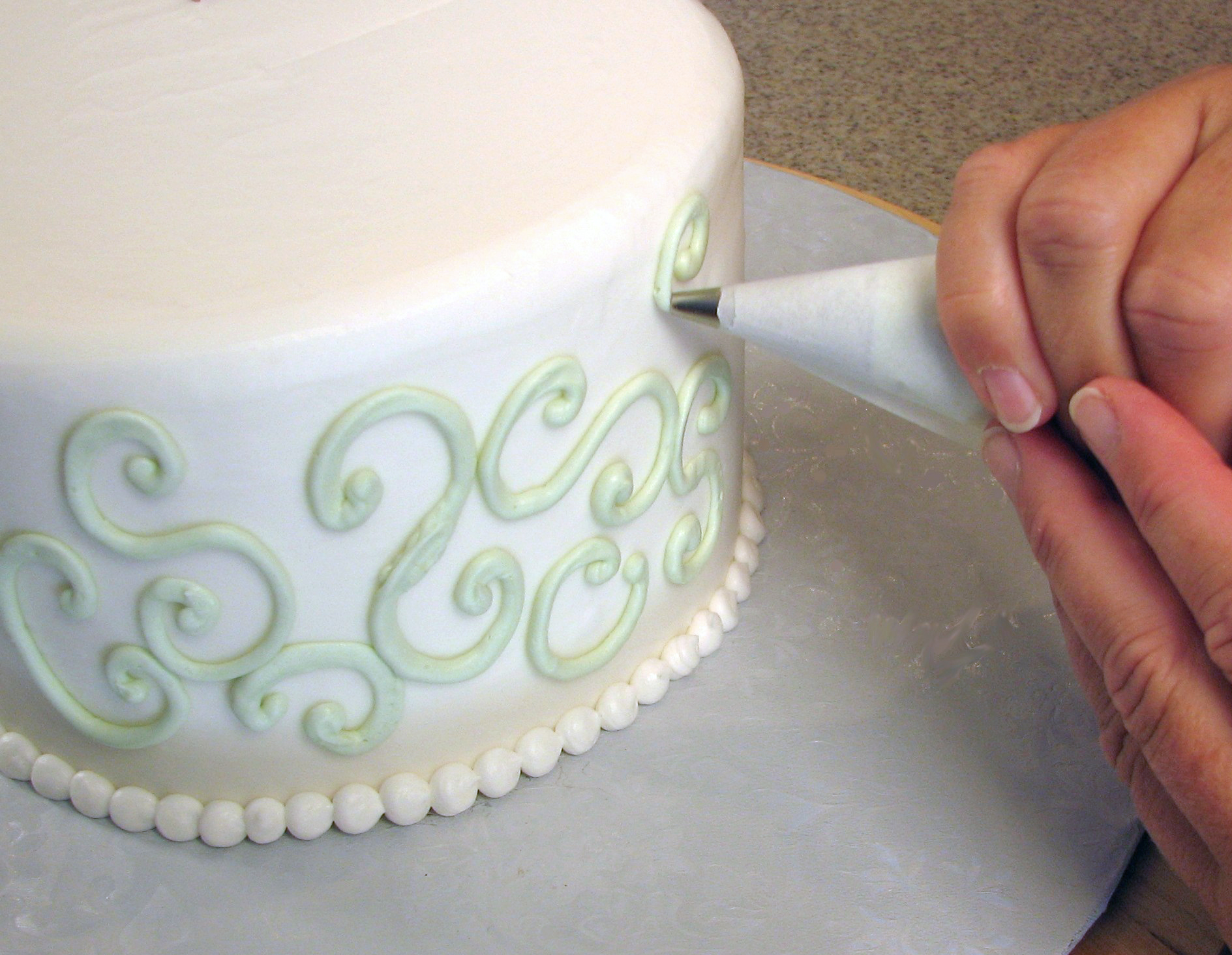
버터크림 소용돌이가 짤주머니로 케이크 옆면에 짜여져 있다.

케이크 장식(cake decorating)은 생일, 결혼식, 베이비 샤워, 국경일 또는 종교적 기념일과 같은 특별한 날을 위해 또는 홍보용 품목으로 케이크를 장식하는 기술이다.
이것은 아이싱, 퐁당, 프로스팅 및 기타 식용 장식과 같은 재료를 사용하는 설탕 공예의 한 형태이다. 장인은 단순하거나 정교한 3차원 모양을 장식의 일부로 사용하거나 전체 케이크에 사용할 수 있다. 초콜릿은 녹여서 크림과 섞어 가나슈를 만들 수 있기 때문에 케이크를 장식하는 데 자주 사용된다. 코코아 가루와 가루 설탕이 이 과정에서 자주 사용되며 마무리 터치로 가볍게 뿌릴 수 있다.
케이크 장식은 TLC (텔레비전 네트워크), 푸드 네트워크, 디스커버리 패밀리와 같은 TV 채널에서 오락의 한 형태로 방영되었다. 케이크 보스는 케이크 장식 예술에 전념하는 유명한 TLC 프로그램이다.

## 역사

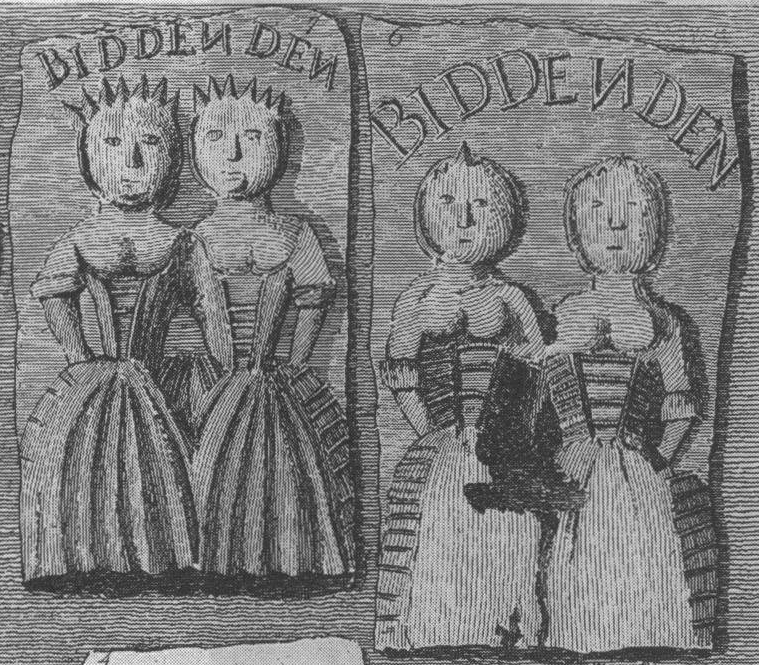
메리 및 엘리자 칠크허스트를 묘사한다고 전해지는 18세기 케이크 두 개

케이크 장식은 17세기 유럽에서 주로 특별한 날을 위한 고급품으로 등장했다. 이 시기에 케이크 장식가는 영광스러운 직업이었다. 웨딩 케이크가 결혼식의 일부가 되면서, 초기 케이크 장식가들은 웨딩 케이크를 더 돋보이게 만들 방법을 모색했다. 웨딩 케이크의 오랜 전통과 역사는 현대 케이크 장식의 길을 열었다. 《베일 오브 히스토리: 웨딩 케이크, 과거와 현재》의 저자에 따르면, 웨딩 케이크 장식을 시작한 최초의 인물은 18세기 요리책 작가 엘리자베스 래팰드였다. 그녀는 또한 아몬드 아이싱으로 케이크를 덮은 최초의 인물이었다. 크리스마스 케이크는 18세기와 19세기에 장식되기 시작했으며, 십이야 또는 주현절에 구워 먹던 이전 전통인 십이야 케이크에서 발전했다. 이 케이크들은 상당히 풍부했으며, 예술가 제빵사들만이 자신들의 비용으로 정교하게 장식했다.
1840년대에 온도 조절 오븐의 등장과 베이킹파우더의 생산은 케이크 굽는 과정을 더 쉽게 만들었다. 온도 조절 기술이 향상되면서, 외관과 장식에 대한 강조가 증가했다. 케이크는 장식적인 모양을 띠기 시작했고, 꽃무늬를 포함한 무늬로 형성된 추가 아이싱으로 장식되었으며, 착색제는 프로스팅이나 케이크 층을 강조하는 데 사용되었다.
20세기 후반 미국에서는 기성품 케이크와 케이크 믹스의 가용성이 증가함에 따라 처음부터 굽는 것이 감소했지만, 장식된 케이크는 결혼식, 기념일, 생일, 샤워 파티 및 기타 특별한 행사와 같은 축하 행사의 중요한 부분으로 남아 있다. 21세기에는 케이크 장식을 직업으로 삼는 사람들을 위한 공간이 마련되었으며, ZipRecruiter에 따르면 많은 사람들이 연간 3만 달러 이상을 벌고 있다.

## 종류
케이크는 별도로 만들어져 케이크 위에 또는 주변에 놓이는 작은 장식물이나 장식으로 장식될 수 있으며, 또는 다른 장식과 함께 또는 단독으로 아이싱이나 페이스트 형태로 덮여 장식될 수 있다. 케이크 장식은 식용 재료와 식품 안전 플라스틱으로 만들 수 있다. 현재의 케이크 아티스트들은 차갑게 식힌 버터크림을 사용하여 장미, 인물 및 기타 일반적인 장식 형태의 화려한 디자인을 만든다.

### 퐁당 아이싱

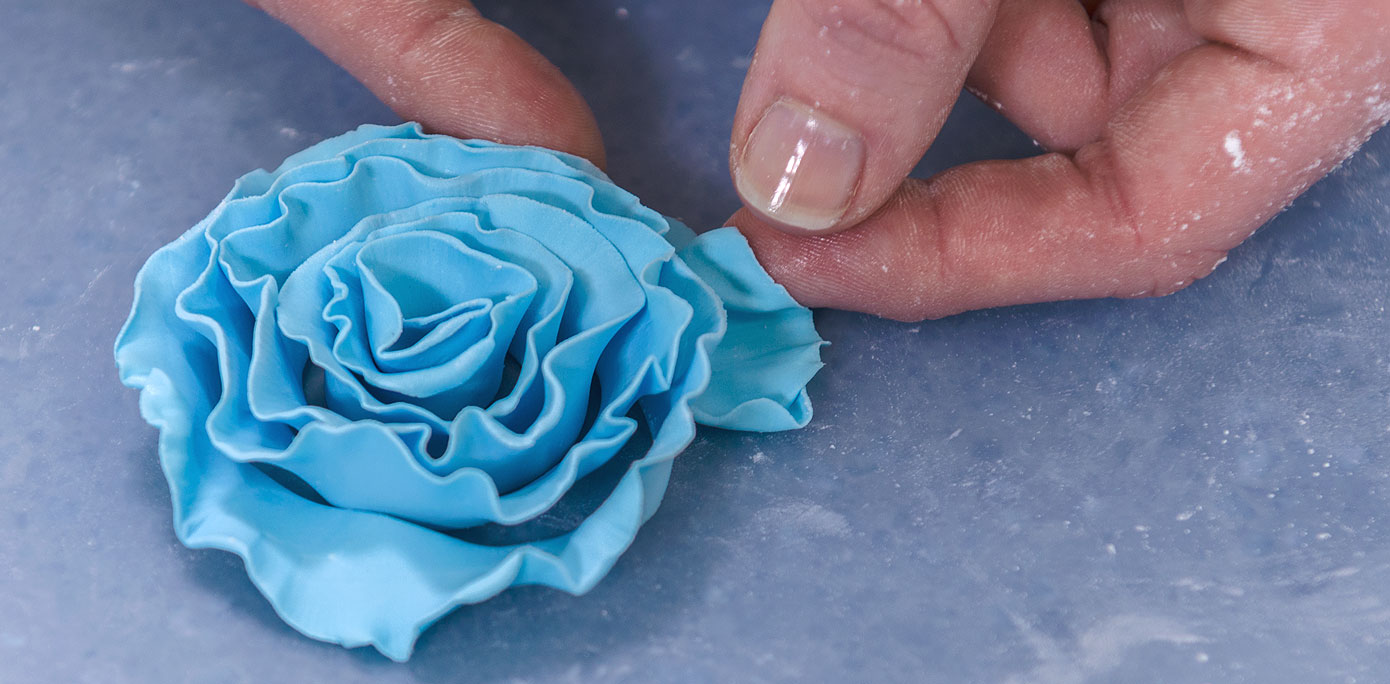
퐁당 장미 식용 케이크 장식

슈가 페이스트 또는 레디롤 아이싱으로도 알려진 퐁당은 설탕, 물, 젤라틴, 식물성 기름 또는 쇼트닝 및 글리세롤로 만든 부드럽고 불투명한 페이스트이다. 퐁당은 일반적으로 기성품으로 구입할 때 다양한 색상으로 판매되며, 다루기 쉽고 부드럽고 무광택이며 달라붙지 않는 케이크 커버를 제공한다.
퐁당은 어떤 표면에도 달라붙지 않도록 옥수수 녹말로 밀어야 한다. 부드럽게 펴고 충분히 얇게 만든 후에는 퐁당을 꽃이나 잎과 같은 다양한 모양으로 만들 수 있으며, 모양으로 잘라 케이크에 붙여 장식을 만들 수 있다. 주로 케이크를 덮는 데 사용되지만, 케이크를 동반하는 개별 장식을 만드는 데도 사용되며, 이 경우 퐁당만으로 구성되고 케이크는 들어가지 않는다.
전통적인 칼로 바르는 프로스팅에 비해 비교적 무거운 형태의 장식이므로, 광범위한 퐁당 적용은 케이크를 상당히 무겁게 만들 수 있으며, 특히 여러 층의 퐁당 케이크의 경우 지지대를 위한 적절히 튼튼한 케이크 베이스(종종 막대 형태)가 필요하다. 퐁당은 조각된 후에도 부드럽게 유지되며, 공기에 노출되면 굳을 수 있는 다른 형태의 아이싱과는 다르다.

### 로열 아이싱
로열 아이싱은 신선한 흰자, 가루 계란 흰자 또는 머랭 가루를 가루 설탕과 함께 휘저어 만든 달콤한 흰색 아이싱이다. 로열 아이싱은 특히 쿠키를 장식할 때 선명한 아이싱 가장자리를 만들며, 케이크에 복잡한 글씨, 테두리, 스크롤 작업 및 레이스워크를 파이핑하는 데 이상적이다. 매우 단단하게 건조되며 시원하고 건조한 곳에 보관하면 영구적으로 보존되지만, 습기가 많으면 부드러워지고 시들 수 있다.

### 마지팬
달콤한 아몬드 페이스트인 마지팬은 종종 케이크 장식 모델링에 사용되며, 퐁당처럼 케이크 커버로 사용되기도 한다. 일반적으로 갈은 아몬드, 설탕, 꿀로 만들어진다. 마지팬에는 아몬드가 들어있기 때문에 알레르기 위험 때문에 일반적으로 사용되지 않는다. 그러나 사탕과 초콜릿의 제과류로 더 흔하게 사용된다.
일부 마지팬 변형에는 혼합물을 결합하기 위해 계란 흰자가 포함되며, 다른 일부는 옥수수 시럽을 사용한다. 마지팬 제조 방식은 나라마다 다르다. 일반적으로 과일 모양과 꽃을 만들어 케이크를 장식하는 데 사용된다.

### 껌 페이스트

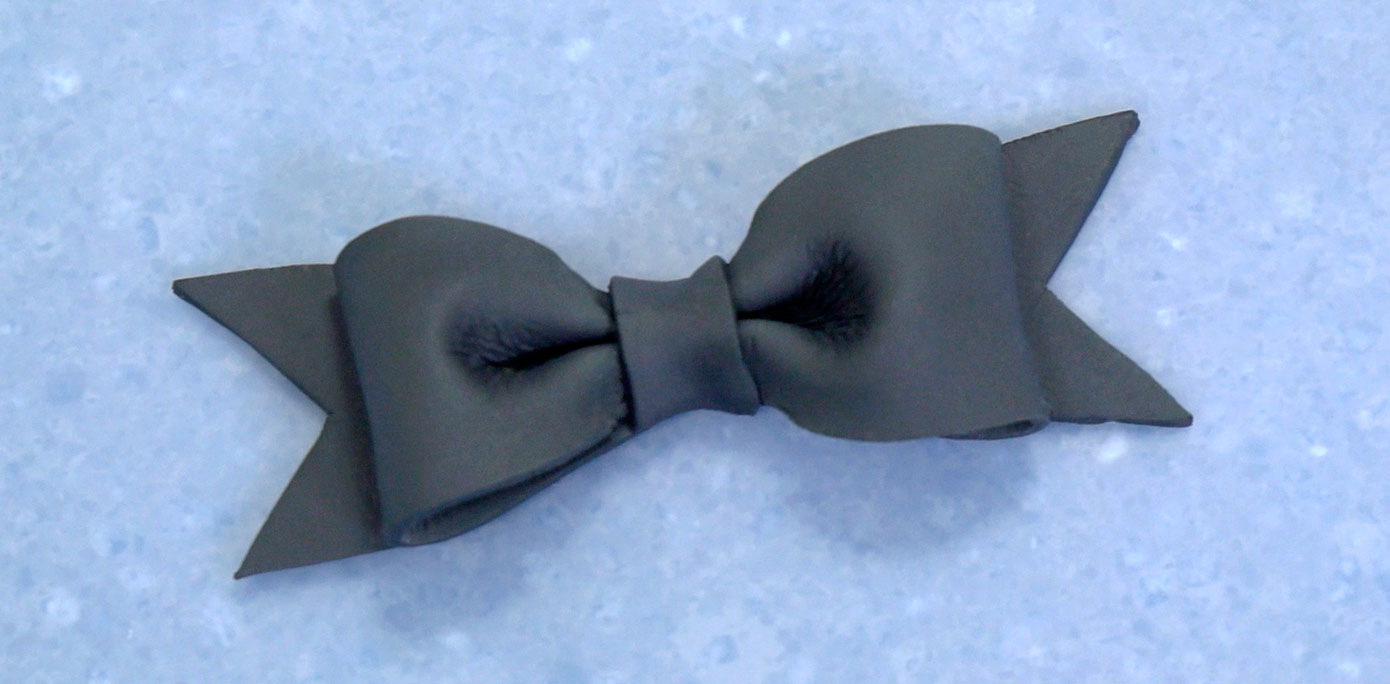
껌 페이스트로 만든 리본

플로리스트 페이스트로도 알려진 껌 페이스트는 빨리 건조되고 꽃이나 몰드 디자인과 같은 케이크 장식을 만드는 데 조각할 수 있는 식용의 깨지기 쉬운 재료이다. 퐁당과 유사하지만 더 단단하고 빠르게 건조되어 작업 속도가 빠르다.
설탕, 달걀 흰자, 그리고 타일로스 가루나 트라가칸트 고무와 같은 경화제로 만들어진다.

### 모델링 초콜릿
모델링 초콜릿은 초콜릿을 녹여 옥수수 시럽, 글루코스 시럽 또는 황금 시럽과 혼합하여 만든 초콜릿 페이스트이다. 초콜릿은 버터크림, 마지팬 또는 퐁당과 같은 다른 부드러운 식용 재료로는 쉽게 구현할 수 없는 다양한 모양과 구조로 만들어진다. 모델링 초콜릿은 화이트 초콜릿, 다크 초콜릿, 세미스위트 초콜릿 또는 밀크 초콜릿으로 만들 수 있다. 장식적인 마무리를 위해 케이크 위나 주변에 쌓아 올리는 경우가 많다.

### 식용 잉크 프린팅

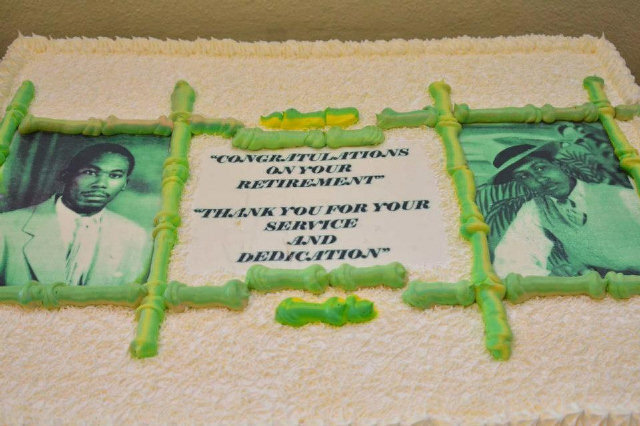
식용 잉크는 사진과 텍스트를 식용지(예: 라이스페이퍼)에 인쇄하는 데 사용할 수 있다.

식용 잉크 프린팅도 케이크 장식에 사용된다. 1990년대 초 무독성 잉크 및 인쇄 재료의 획기적인 발전 이후, 이미지와 사진을 식용 시트에 인쇄하여 케이크에 사용하는 것이 가능해졌다. 이 과정은 식용 착색제로 미리 인쇄된 이미지를 사용하여 쿠키, 케이크 또는 패스트리와 같은 다양한 제과 제품에 적용한다. 식용 잉크로 만든 디자인은 특수 프린터를 사용하여 만들 수 있으며, 이 프린터는 이미지를 전분과 설탕으로 만든 얇고 식용 가능한 종이로 전송한다. 원래 베이커리에서 제공하는 특수 서비스로 도입되었지만, 이제 이 기술은 특수 종이, 잉크 및 프린터를 사용하여 일반 소비자도 사용할 수 있다. 현대의 식용 잉크 인쇄는 주로 테마 케이크에 사용되며, 케이크 표면에 실제 얼굴을 표시하는 데 자주 사용된다.

### 버터크림 아이싱
버터크림은 오늘날 가장 흔한 형태의 장식이다. 장식가들은 두껍고 크림 같은 결과를 위해 버터크림을 사용하며, 케이크를 쌓을 때 필링으로 널리 사용된다. 부드러운 버터를 휘저어 가루 설탕을 넣고, 종종 달콤한 바닐라와 크림 (음식) 형태로 섞어 만든다.

### 에어브러싱
케이크 장식의 에어브러싱은 에어브러시를 사용하여 색상을 부드럽고 균일하게 적용하는 기술이다. 이 도구는 착색제와 함께 사용된다. 이 방법은 기울기 (벡터) 기술과 스텐실 디자인을 가능하게 한다. 정밀하고 효율적이기 때문에 전문적인 환경에서 흔히 사용된다.

## 기술
케이크를 장식하는 것은 일반적으로 케이크를 어떤 형태의 아이싱으로 덮은 다음 장식용 설탕, 사탕, 초콜릿 또는 아이싱 장식으로 케이크를 꾸미는 것을 포함한다. 그러나 젤라틴, 설탕, 물, 때로는 초콜릿을 사용하여 유약을 만드는 미러 케이크 스타일처럼 케이크 위에 고운 설탕 가루를 뿌리거나 윤기 나는 유약 (조리 기술)을 가볍게 뿌리는 것처럼 간단할 수도 있다. 케이크 회전판 (또는 회전 트레이)을 사용하여 과정을 용이하게 할 수 있다.
아이싱 장식은 아이싱 꽃과 장식 테두리를 짤주머니로 짜거나 슈가 페이스트, 퐁당 또는 마지팬 꽃과 인형을 몰딩하여 만들 수 있다. 엠보싱 매트는 케이크 장식용 도구로 케이크, 컵케이크 또는 유사한 품목의 상단에 엠보싱 효과를 만든다. 사용자는 매트를 케이크 반죽이나 아이싱에 눌러서 매트에 엠보싱된 패턴이 품목에 전송된다. 엠보싱 매트는 종종 실리콘 고무 또는 유사한 유연한 폴리머로 만들어진다.
많은 아이싱 디자인은 파이핑 팁으로 만들 수 있으며, 이들은 다양한 모양과 크기로 제공된다. 다양한 파이핑 팁으로 만들어지는 다양한 디자인을 모델링하기 위해 튜토리얼이 자주 만들어진다.

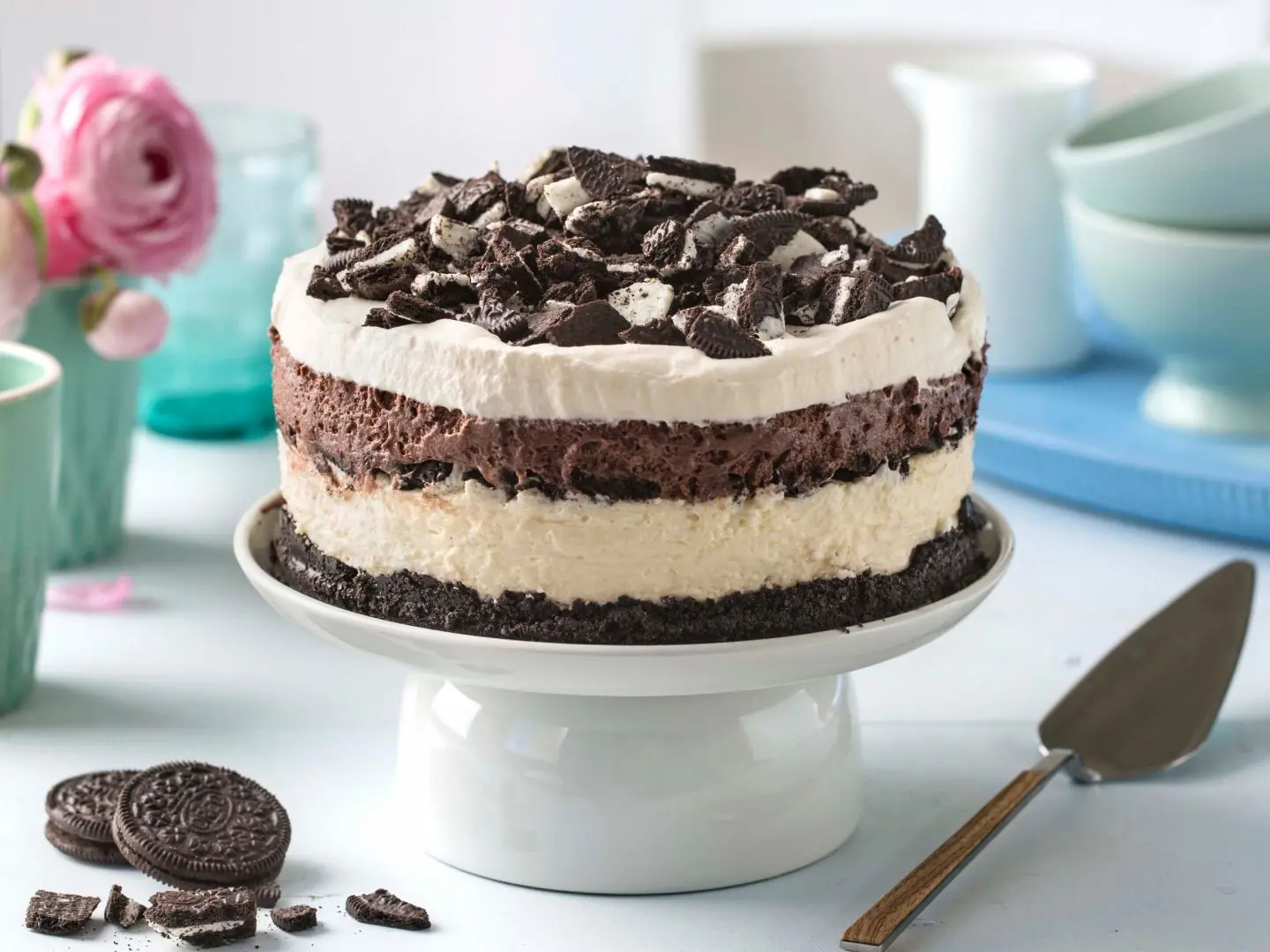
초콜릿 네이키드 케이크 (측면에 프로스팅 없음)

"네이키드 케이크"는 특히 2020년에 인기 있는 트렌드가 되었다. 이 장식 스타일에서는 케이크 층 사이에 필링이 사용되지만 외부는 프로스팅되지 않거나 드물게 프로스팅되어, 프로스팅된 영역 사이와 그 사이로 케이크 자체가 많이 보인다. 네이키드 케이크는 종종 아이싱 설탕이나 생화로 위에 장식된다. 종종 신선한 과일로 장식되며, 때로는 층 사이에 들어가기도 한다. 특히 새로운 유형의 결혼식 및 약혼 케이크로 인기가 있었다.
케이크 층이 미끄러지거나 떨어지는 것을 방지하기 위해, 특히 여러 층으로 된 큰 케이크의 경우 케이크 층을 고정해야 할 수 있다. 다양한 형태의 나무 꼬치 또는 다웰과 플라스틱 빨대가 일반적으로 이 목적으로 사용된다.

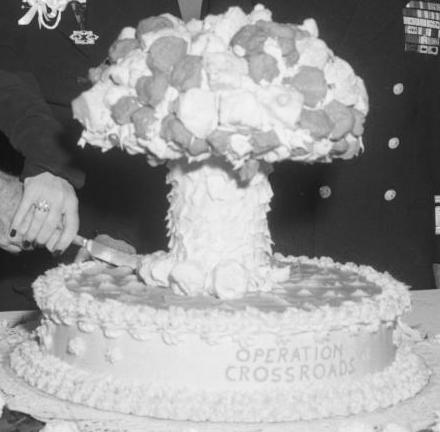
"크로스로드 작전" 원자폭탄 버섯 구름 케이크, 1946

크고 복잡한 구조는 케이크에서 모양을 잘라내어 조립함으로써 만들 수 있다(종종 많은 비식용 보강재로 함께 고정된다). 미리 형성된 베이킹 팬은 비전통적인 모양의 케이크를 쉽게 만들 수 있도록 한다. 같은 일반적인 모양의 여러 케이크를 생산하는 데 유용하지만, 손으로 자른 빌딩 블록처럼 무한한 맞춤화가 가능하지는 않다. 퐁당과 마지팬 구조는 케이크의 전체적인 모양을 수정하는 데 사용될 수도 있다.

## 예술로서
케이크 장식은 단순하게 장식된 단층 케이크부터 광범위한 식용 장식이 있는 복잡한 다층 3차원 작품에 이르기까지 독특한 식용 미술 형태로 발전했다. 케이크 저작권이 적용될 수 있다.

## 대중문화에서
- 푸드 네트워크의 에이스 오브 케이크스는 제빵사이자 전 낙서 예술가인 더프 골드만과 그의 가게인 찰스 시티 케이크를 다룬다.[17]
- WE의 어메이징 웨딩 케이크스는 미국 전역의 여러 케이크 장식 회사를 다루고 케이크 제작 및 디자인에 중점을 둔 텔레비전 시리즈이다.
- 케이크 렉스는 "의도치 않게 우스꽝스럽거나, 슬프거나, 소름 끼치거나, 부적절한" 케이크의 사용자 제출 이미지를 특징으로 하는 엔터테인먼트 포토블로그이다.[18]
- TLC의 케이크 보스는 제빵사 버디 발라스트로와 뉴저지주 호보켄에 있는 그의 가게 카를로스 베이크 숍을 다룬다.
- 넷플릭스의 네일드 잇!은 아마추어 제빵사들이 케이크 장식에 도전하는 경쟁 쇼이다.
- 더 그레이트 브리티시 베이크 오프는 종종 케이크 장식을 특징으로 하는 아마추어 베이킹 경쟁 쇼이다.

## 갤러리

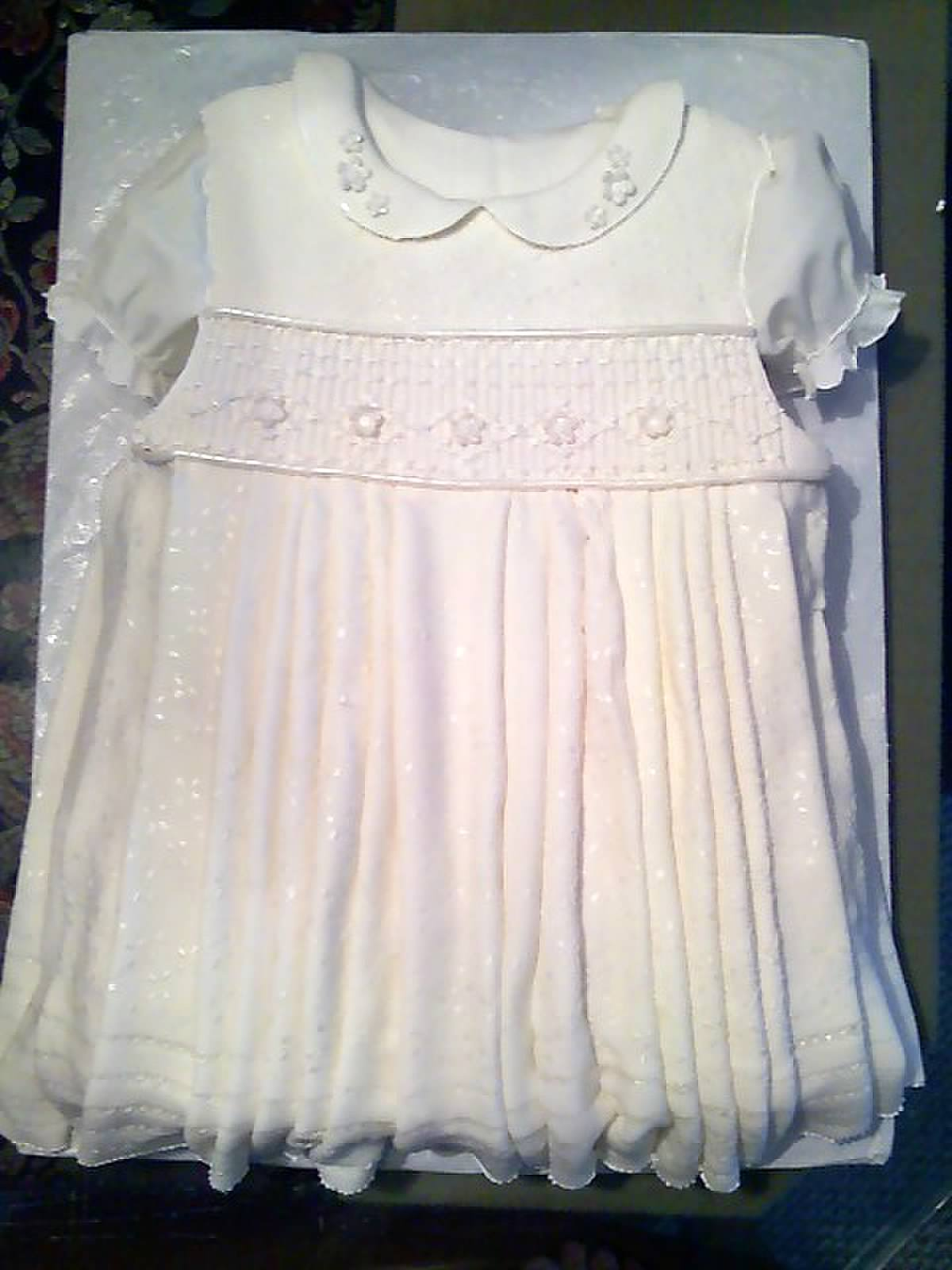
어린이 드레스를 닮게 장식된 케이크
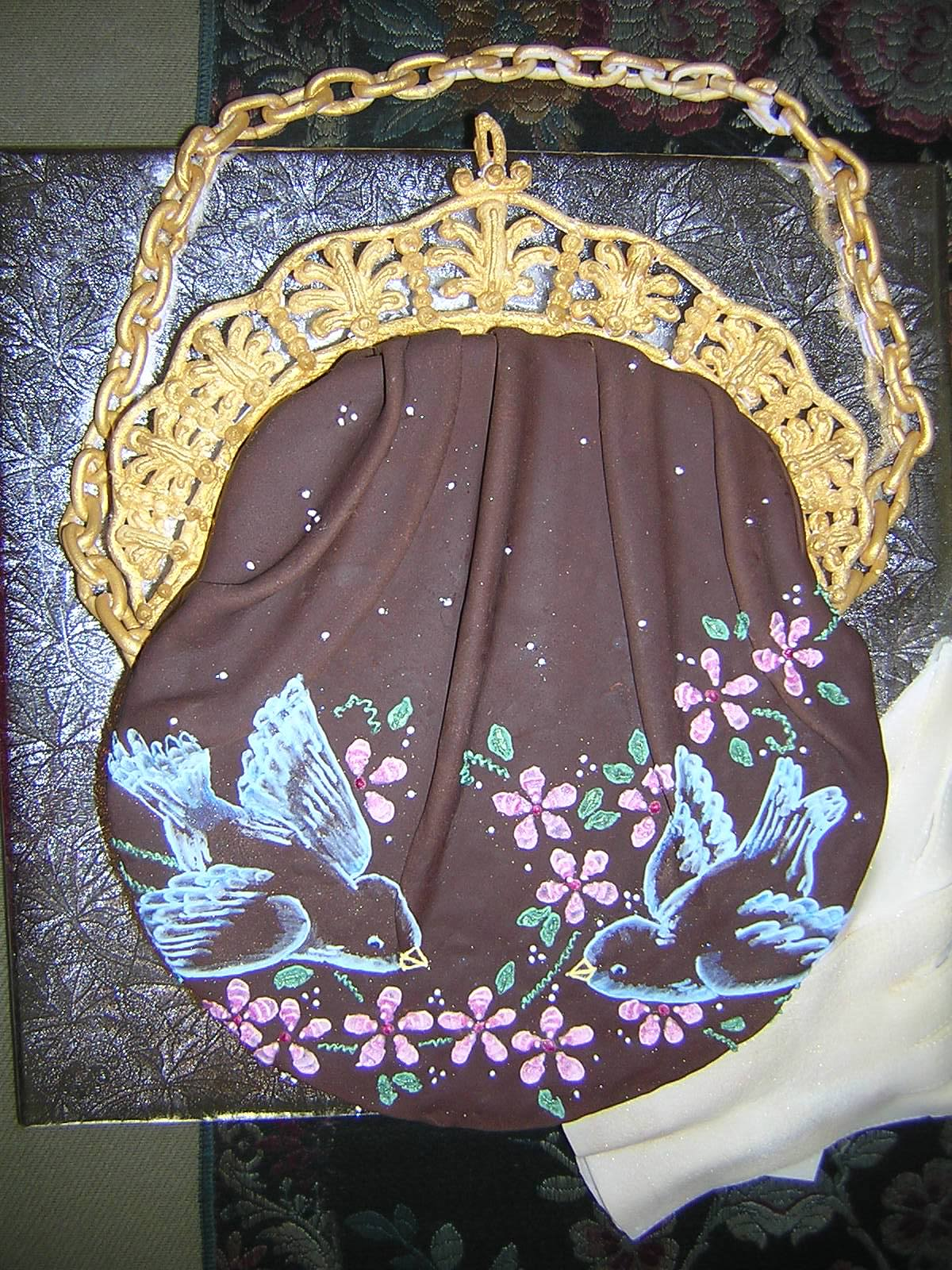
식용 프로스팅이 있는 여성용 이브닝 백 케이크
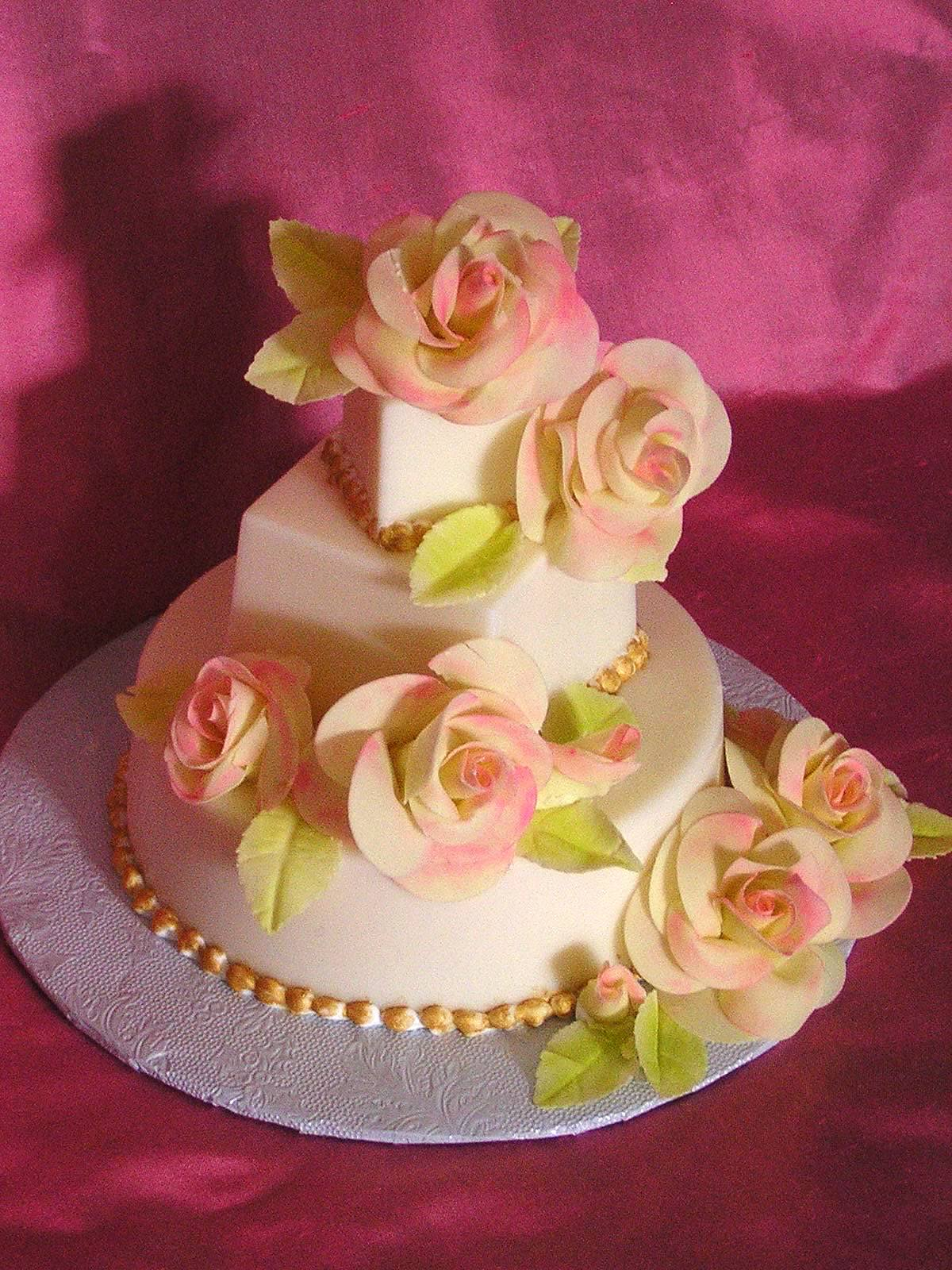
커다란 양배추 장미가 있는 케이크
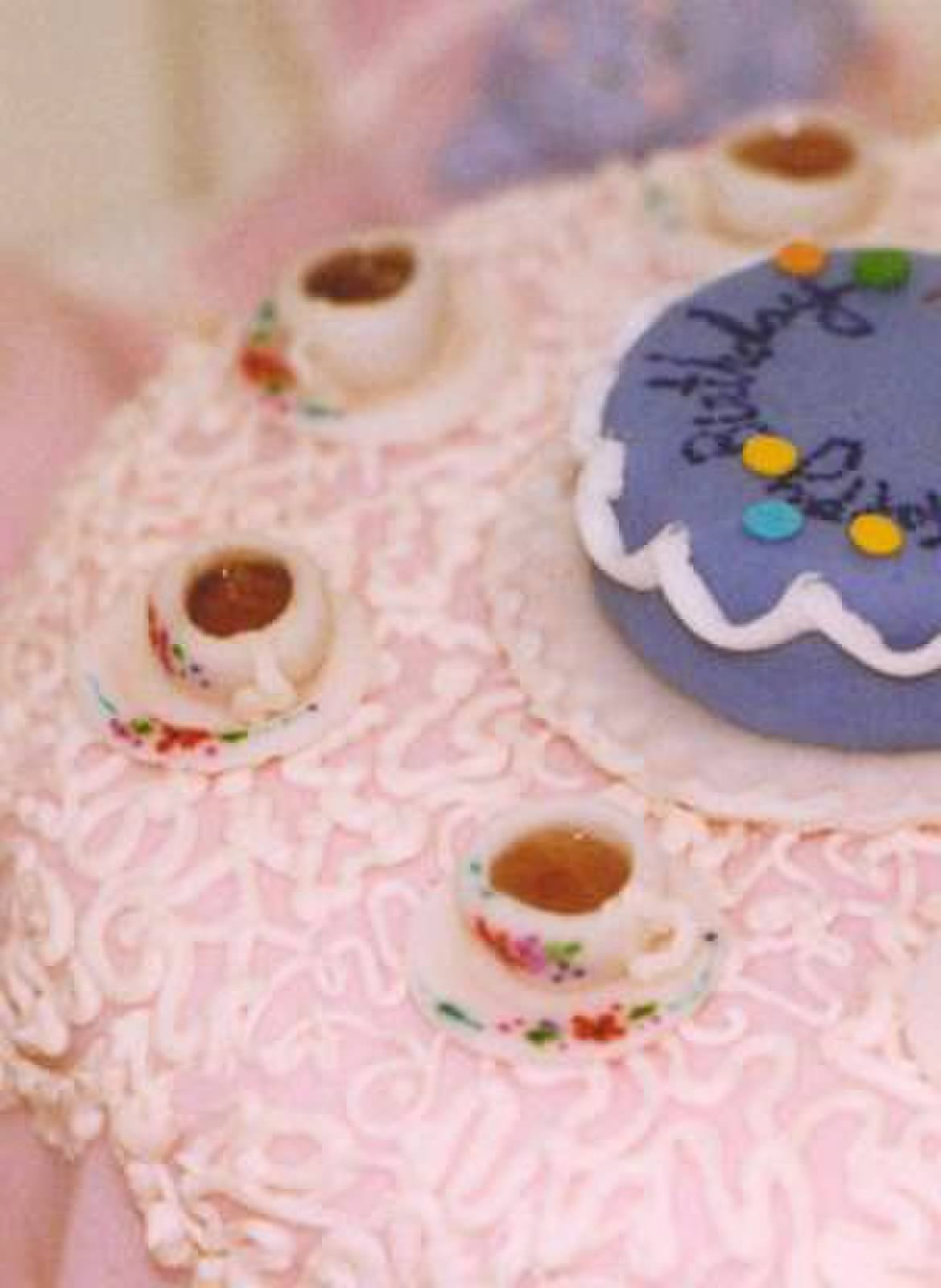
슈가 레이스 식탁보와 함께 설탕으로 만든 손으로 그린 미니어처 컵 디테일
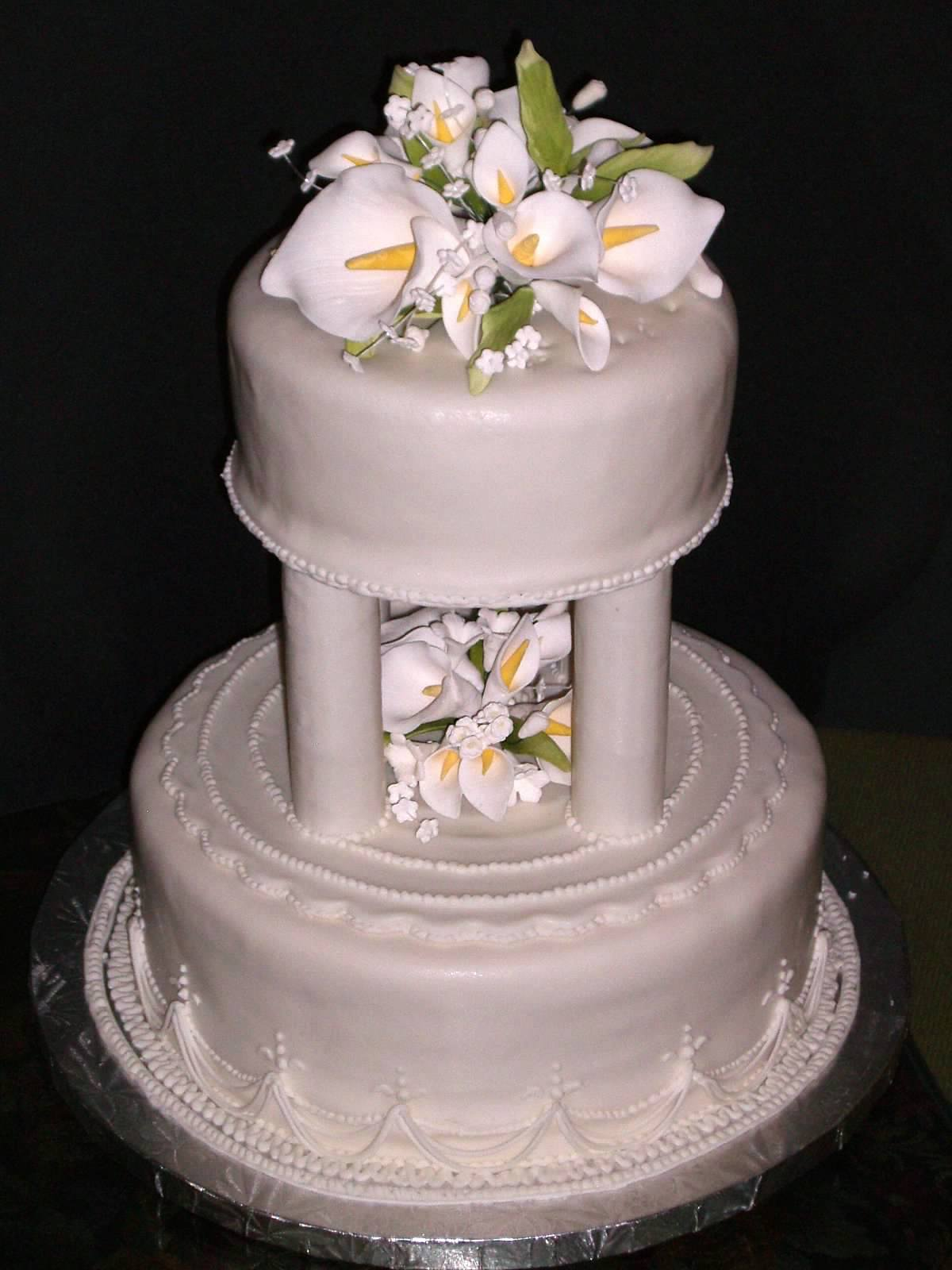
칼라속 백합이 있는 층별 웨딩 케이크
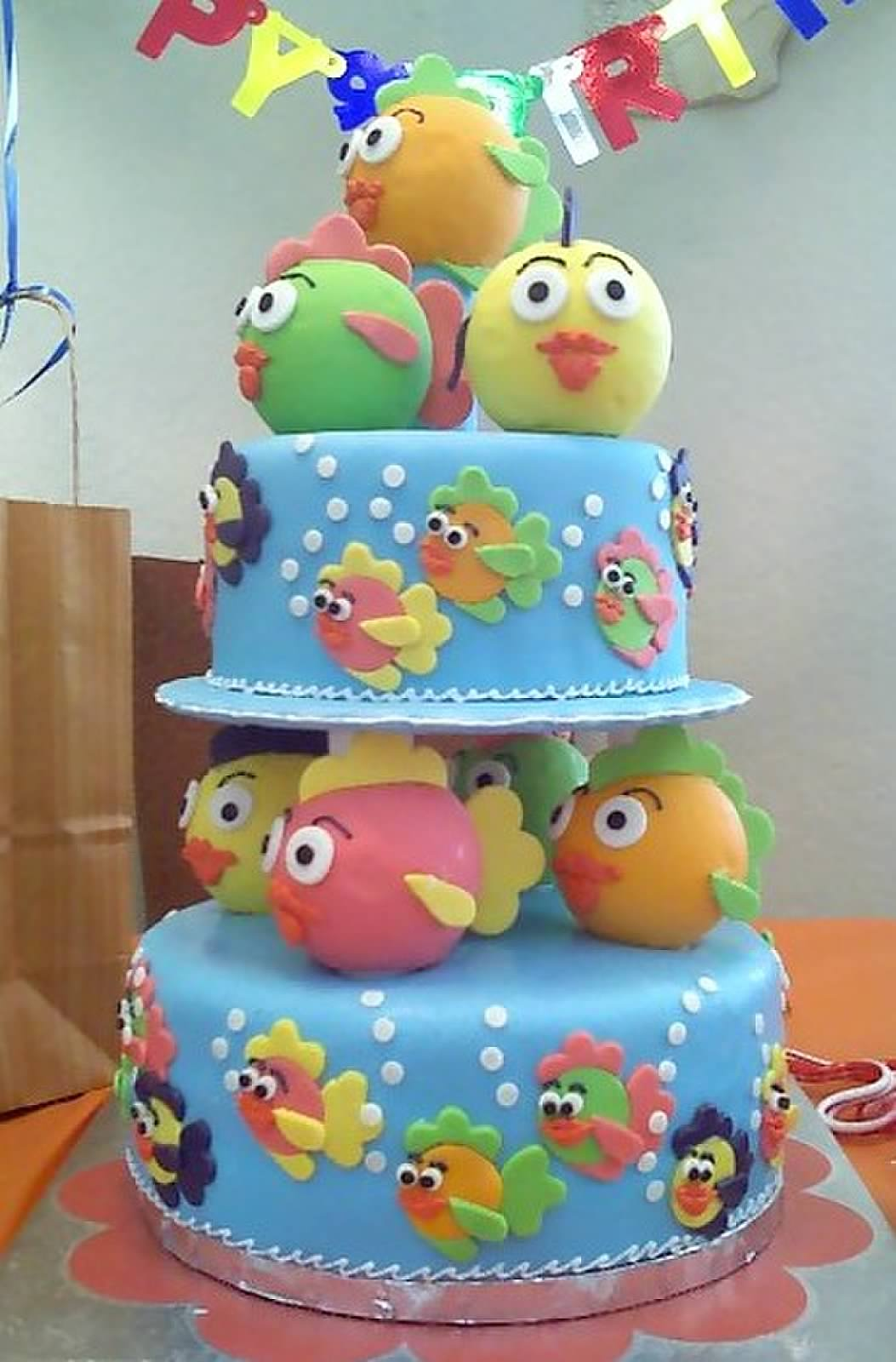
한 살 아기를 위한 생일 케이크
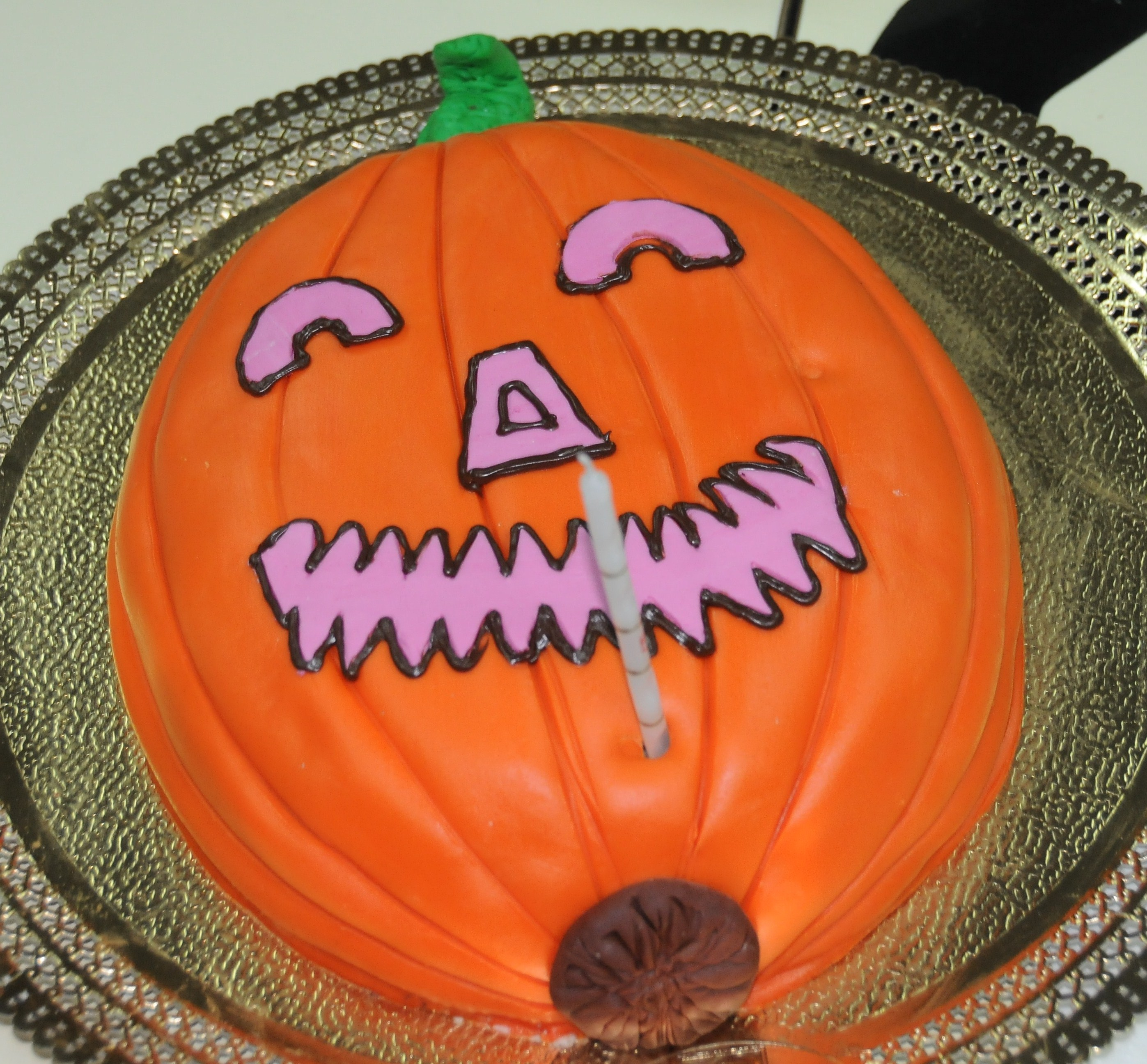
할로윈 케이크
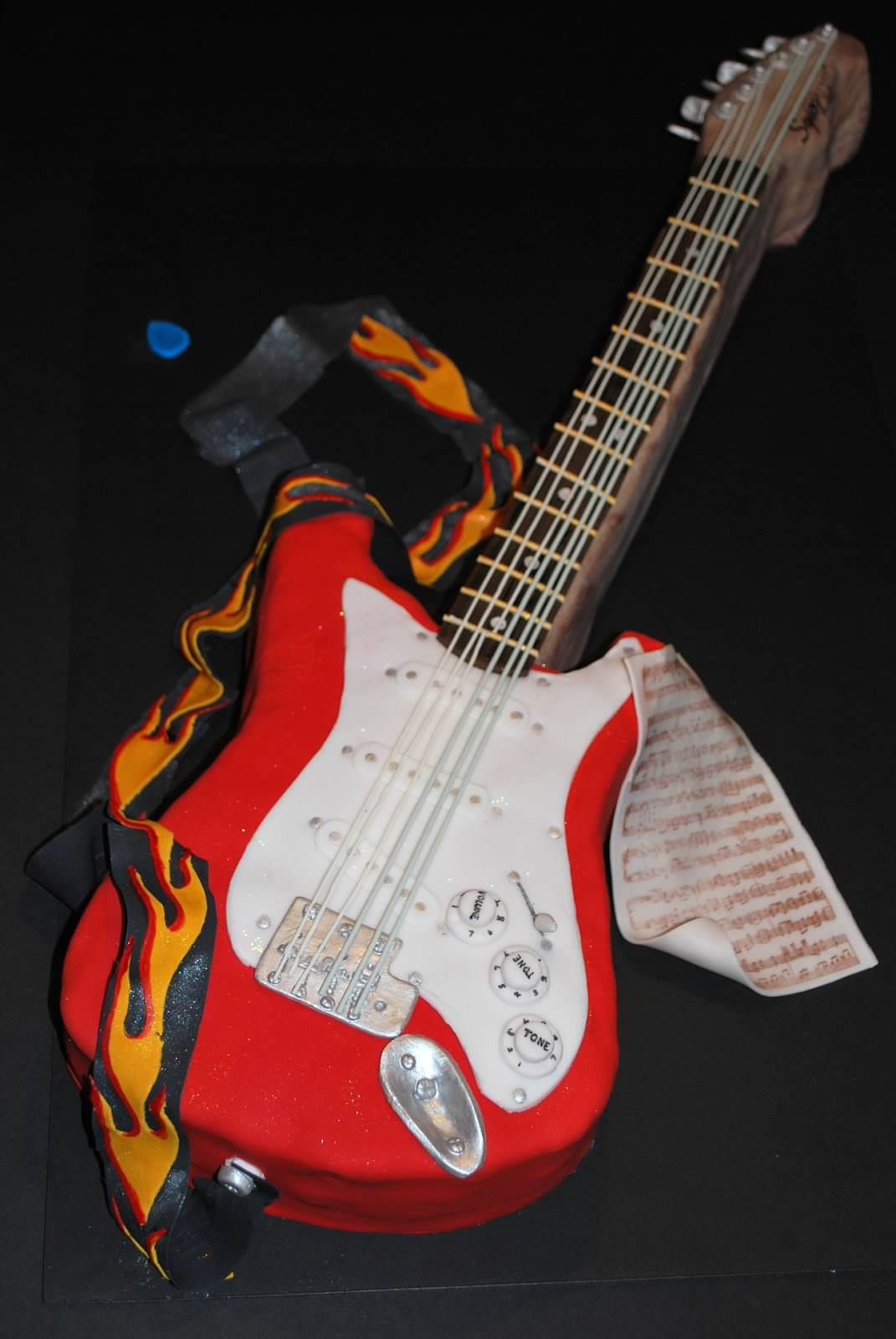
식용 프로스팅이 있는 기타 케이크
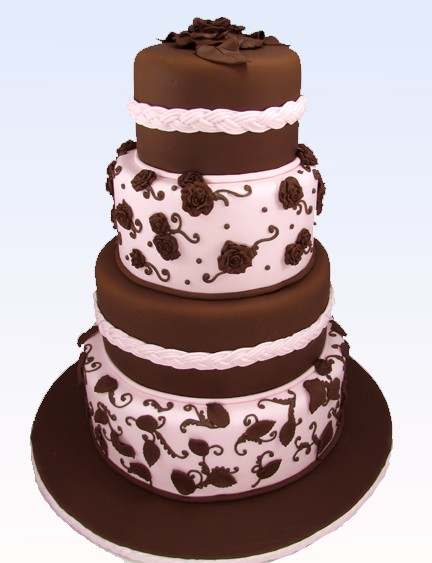
잎과 초콜릿 장미로 장식된 초콜릿 케이크
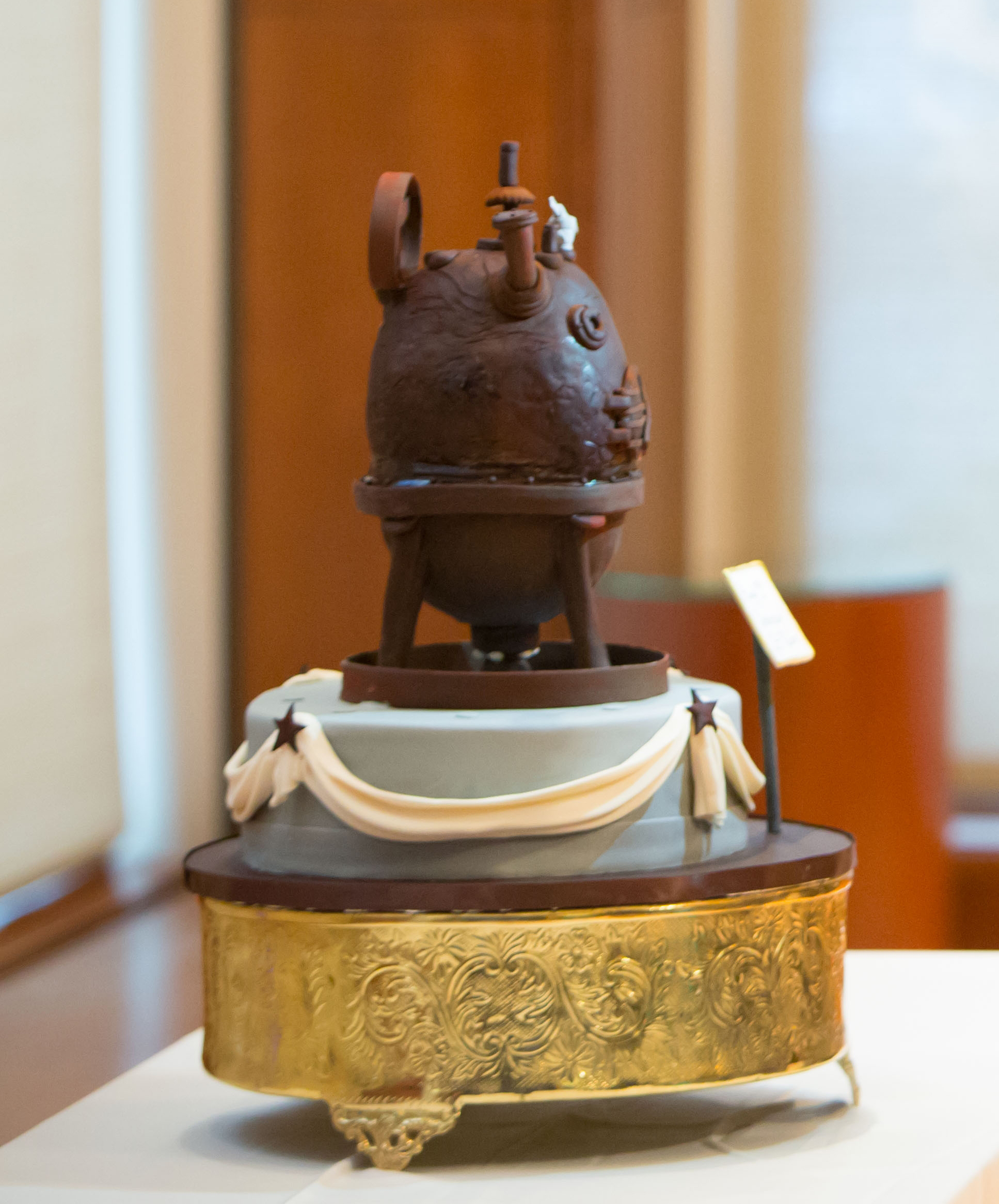
베이클라이트 오븐 초콜릿 케이크 상판이 있는 과학 케이크
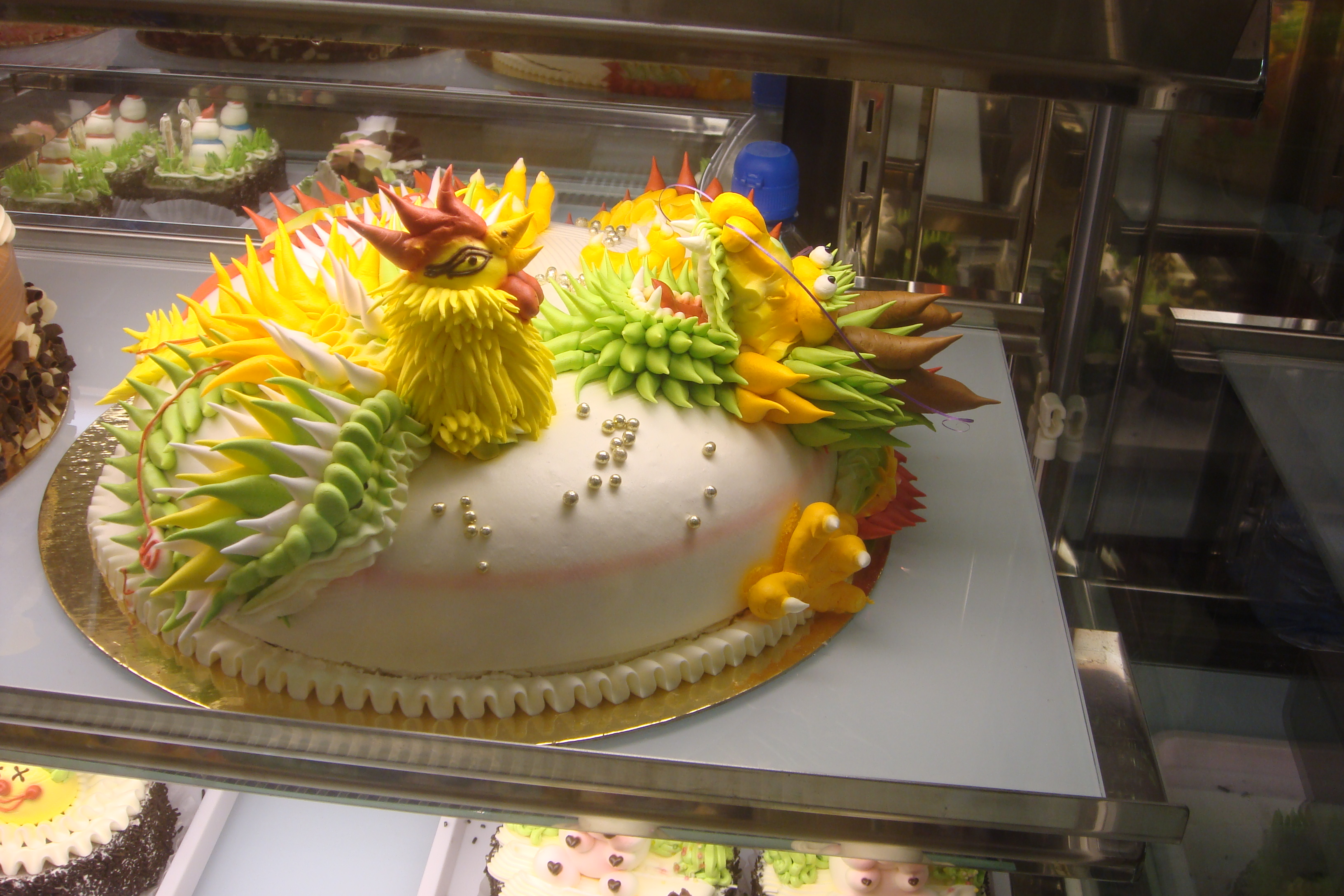
런던 차이나타운의 닭 케이크, 춘절 축제용
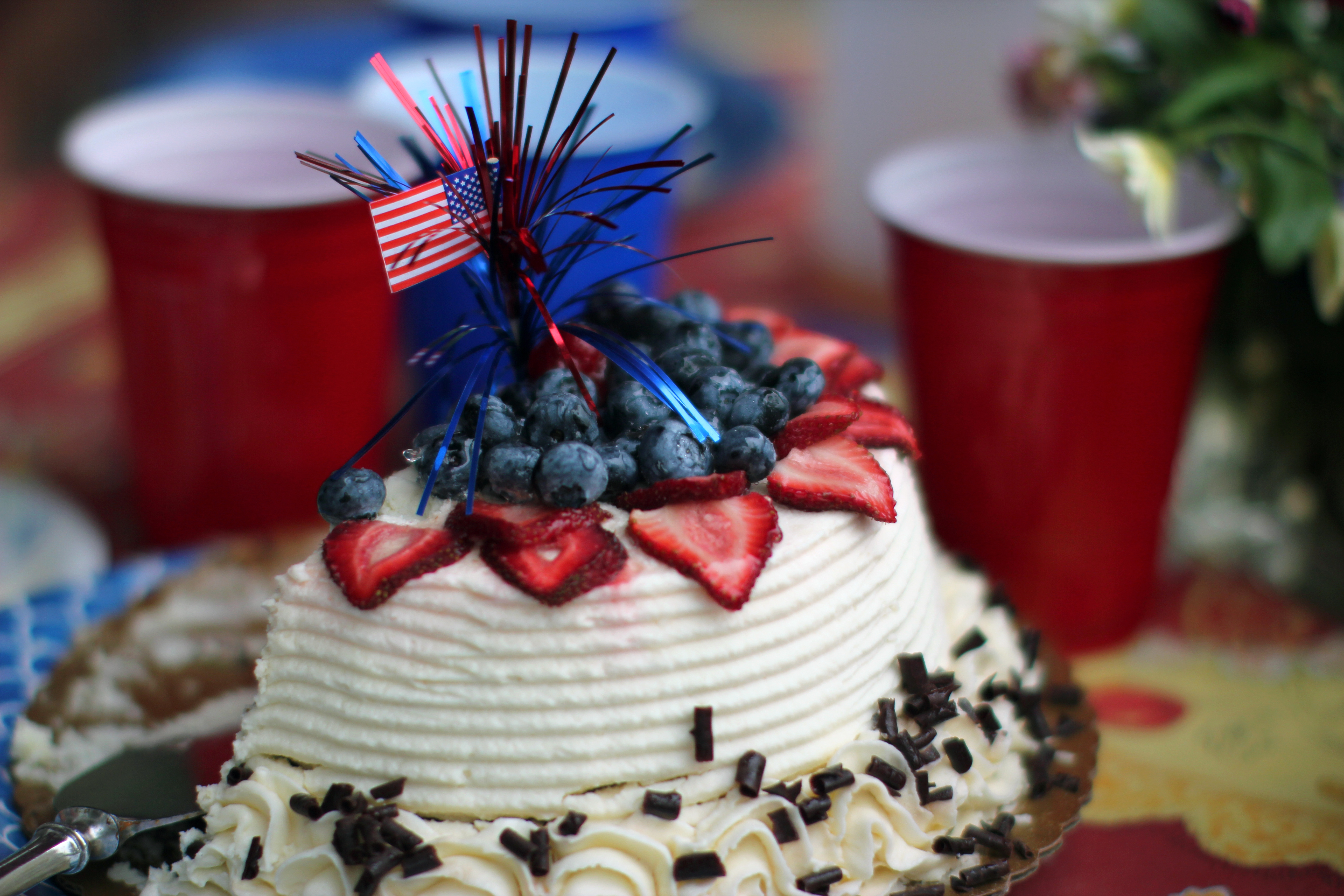
빨강, 하양, 파랑으로 장식된 미국 독립 기념일 케이크
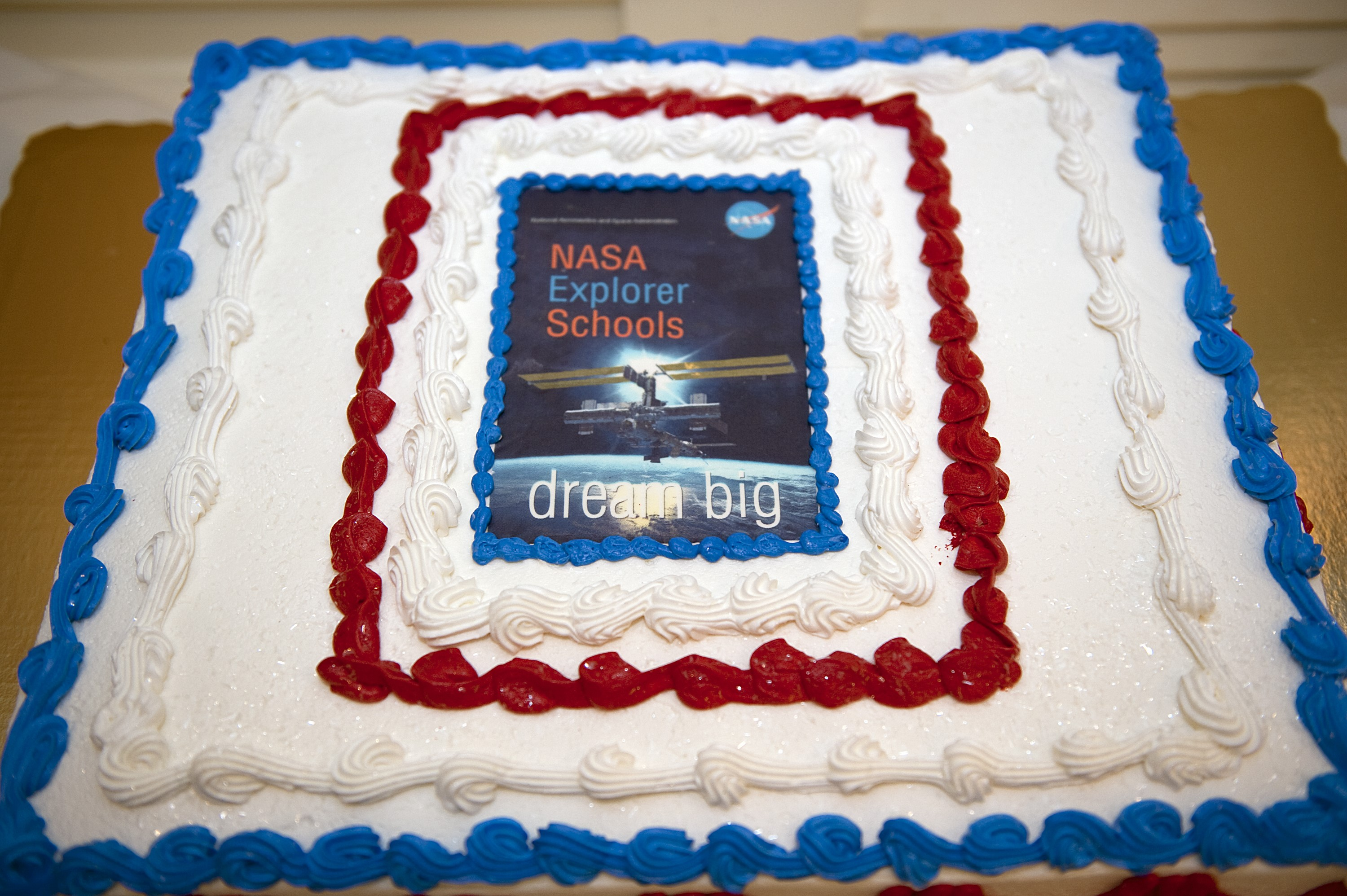
케네디 우주 센터 학생들을 위한 국제 우주 정거장 테마의 NASA 슬래브 케이크
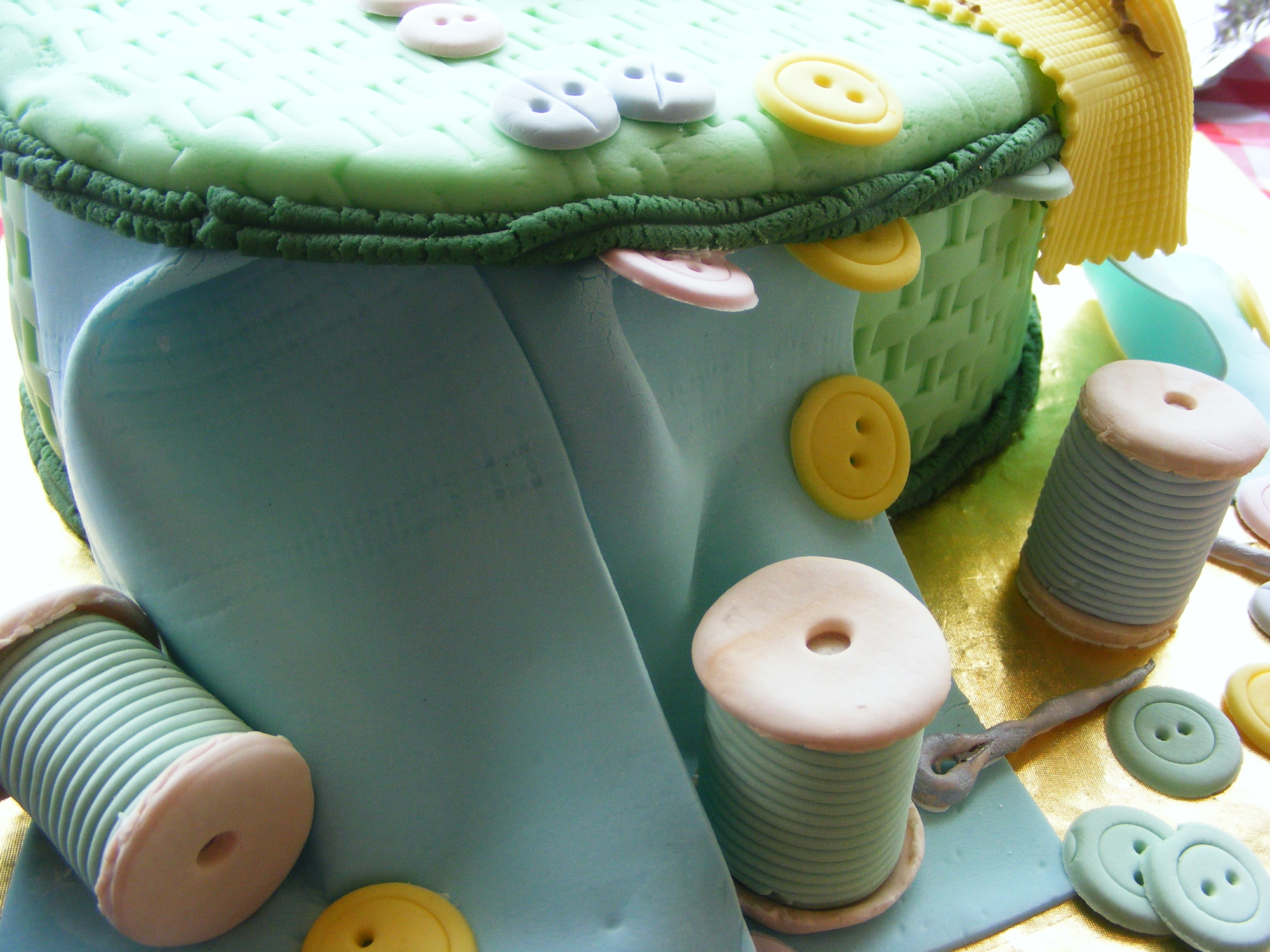
바느질 도구 세트를 묘사한 퐁당 커버 케이크
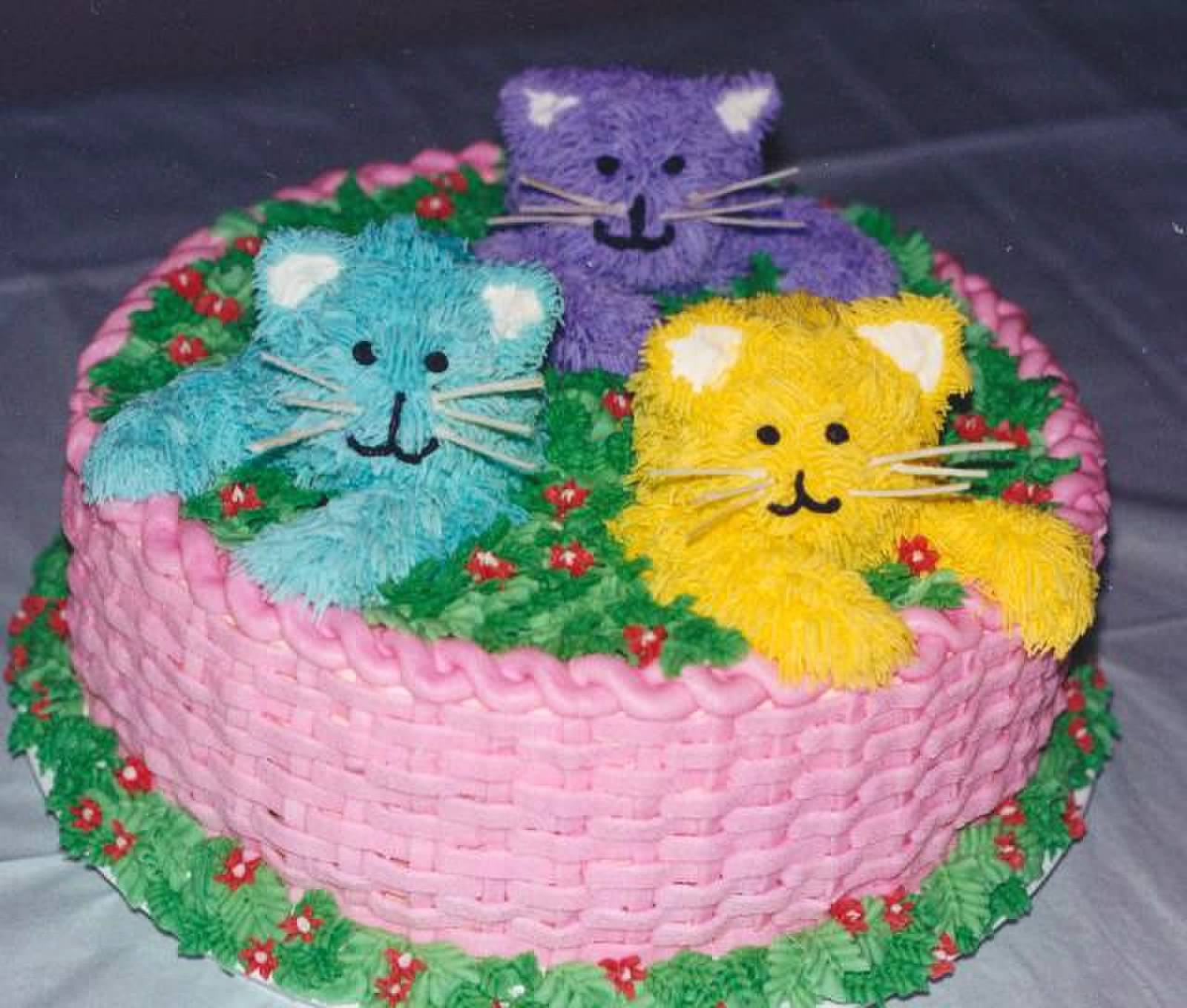
고양이 바구니 케이크
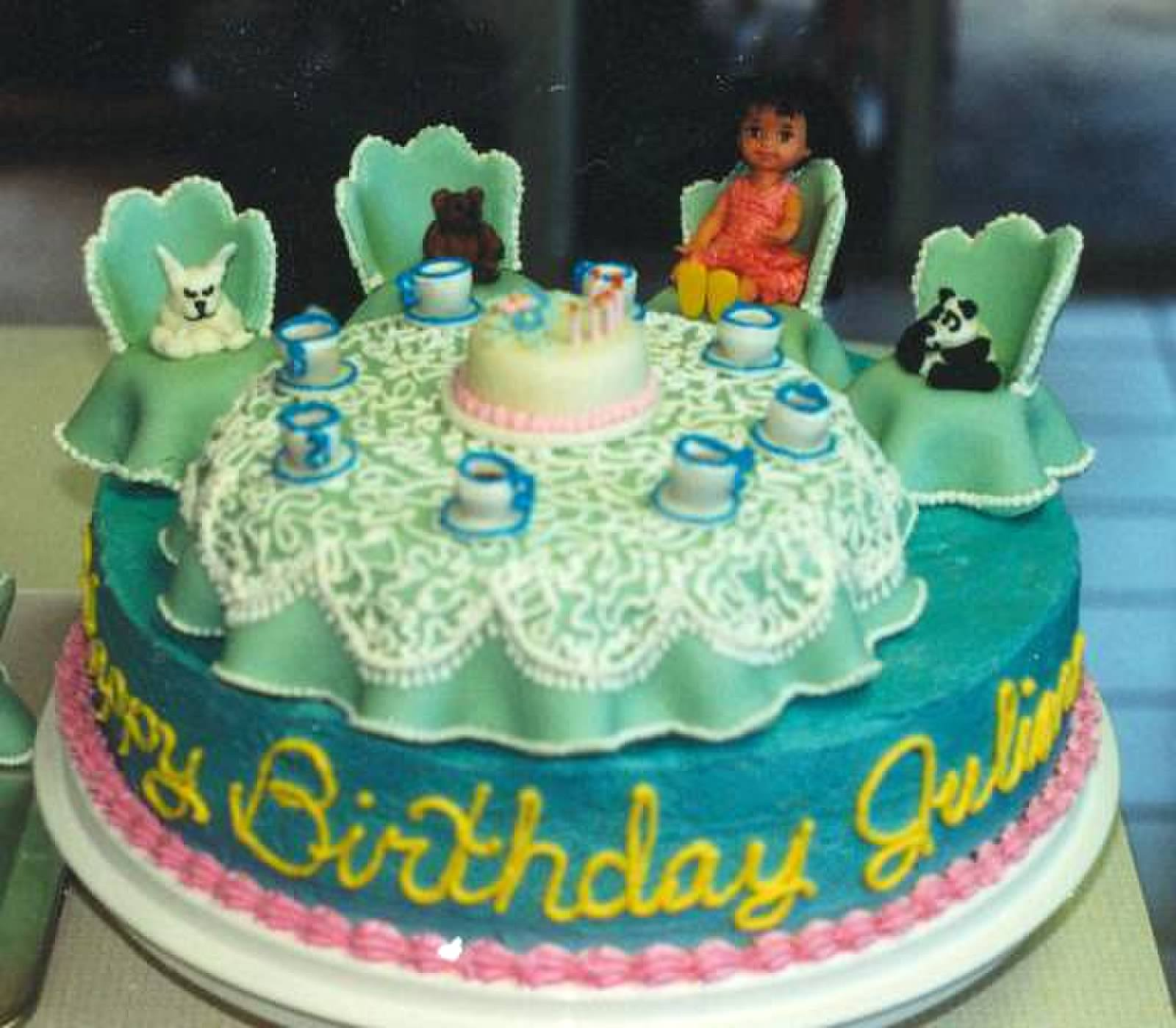
생일 파티 케이크
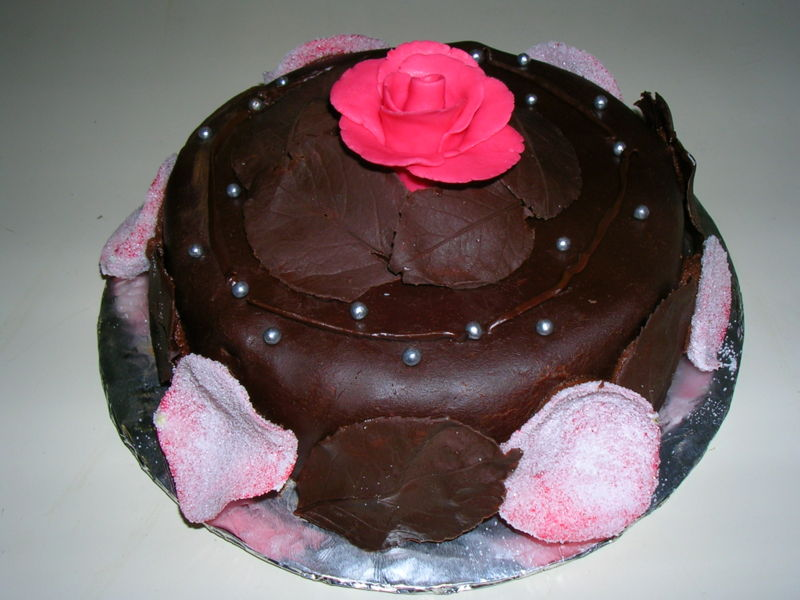
장미가 있는 초콜릿 케이크
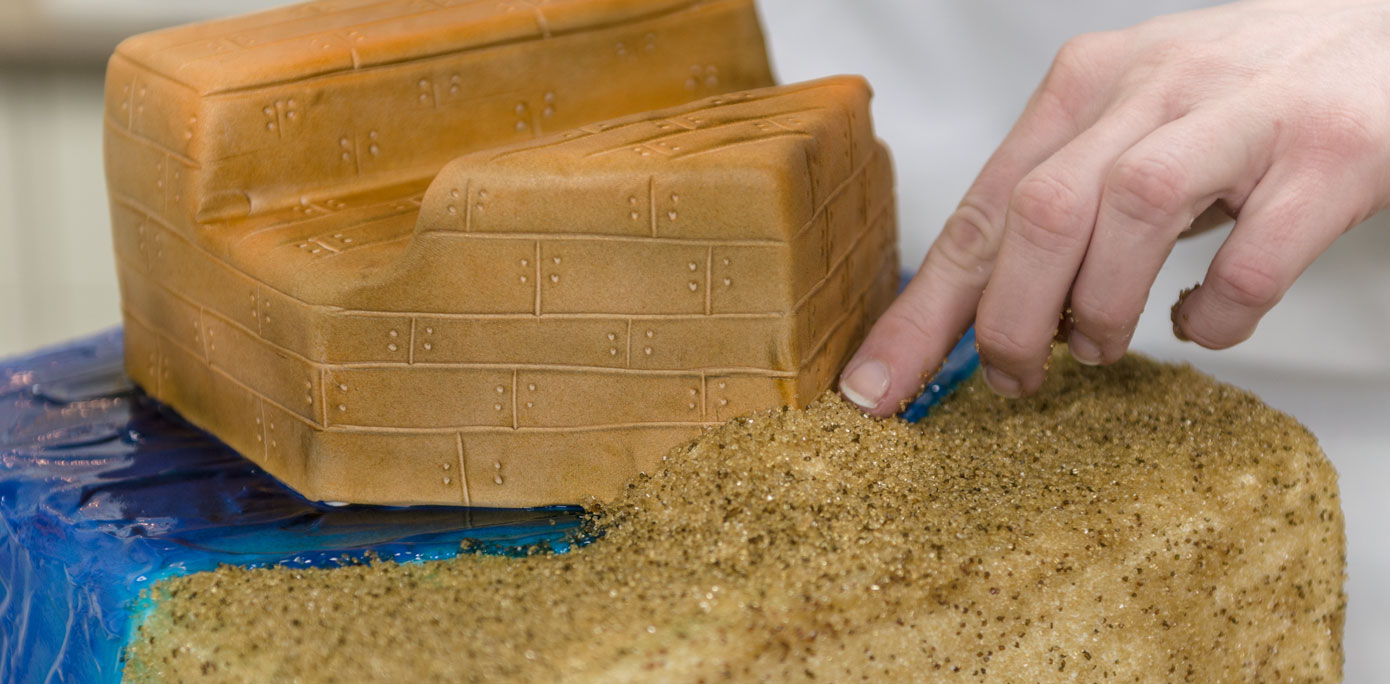
고급 케이크 장식 기술
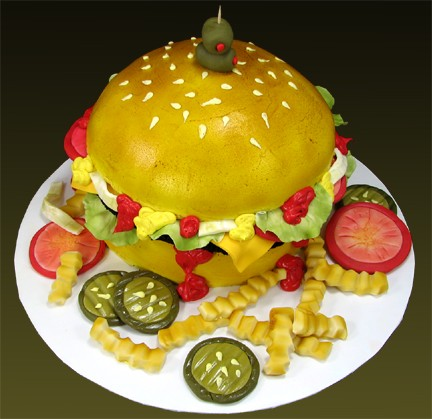
감자튀김과 함께 치즈버거처럼 조각된 케이크
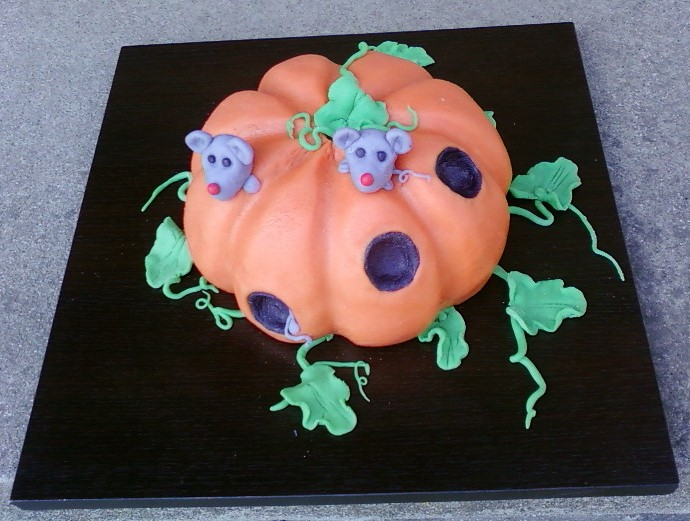
호박 안에 쥐들이 살고 있는 것처럼 장식된 케이크

## 같이 보기
- 베이커리
- 쿠베르튀르 초콜릿
- 디저트 소스
- 화모
- 제과사
- 파티스리
- 음식 프레젠테이션
- 음식사진
- 스프링클
- 설탕 대체 첨가물
- 웨딩 케이크
- 케이크